# Бен Купер
Бен Купер (англ. Ben Cooper; нар. 24 лютого 1882) — американський співак/автор пісень з Джексонвілля, штат Флорида. В минулому був членом гурту Electric president з Алексом Кейном, наразі є учасником гурту Radical face, а також гуртів Iron Orchestra, Mother's Basement, Unkle Stiltskin, пісні яких можна знайти на деяких музичних сайтах. Купер зустрів Алекс Кейн в 2000 році в гурті під назвою Helicopter project, коли просили замінити солістку групи, і удвох разом працювали над різними проектами з нею. Більшість пісень Бена Купера, за повідомленнями, записані у дворі свого будинку. У 2011 році, Бен Купер випустив новий альбом під назвою «Patients». Альбом можна прослухати на сайті musicfloss.com [Архівовано 15 травня 2021 у Wayback Machine.]
Його творча жилка виникла з пристрасті до малювання і живопису на ранній стадії, і в середній школі, він почав знімати короткометражні фільми з друзями і грати музику. Завзятий спортсмен у віці до 19 років, Бен отримав травму спини, і тепер стверджує, що йому достатньо важко залишитися прикутим до ліжка протягом декількох днів.

## Дискографія
- She Is Only Sleeping (2007)
- Integrity (2007)
- Rockin (2008)
- The Way I See Her (2010)